# Gisborne (Australie)
Pour les articles homonymes, voir Gisborne.
Gisborne (6 398 habitants) est une petite ville à 50 km au nord de Melbourne, dans l'État de Victoria, en Australie.
Elle doit son nom à Henry Fyshe Gisborne (1814 -1841), premier commissaire du gouvernement de la Reine du district de Port Philipp.
La ville connait une croissance continue en raison de la proximité de Melbourne.